# Šira (Russia)
Šira (in russo Шира?) è un villaggio della Russia che appartiene alla Chakassia. È il centro amministrativo del distretto Širinskij.
Si trova in una zona collinare sulla riva sud-ovest del lago omonimo, 166 km a nord-ovest della capitale della repubblica Abakan.